# Partido Guanacaste Independiente
El Partido Guanacaste Independiente fue un partido político provincial de la provincia de Guanacaste, Costa Rica. El partido participó en todos los comicios a partir de las elecciones presidenciales de 1994, obteniendo cargos municipales en varias elecciones, principalmente regidores en Abangares, incluido un Alcalde electo en el cantón de Nandayure en las elecciones municipales del 2002. No obtuvo diputados electos. En el año 2010 se disolvió. El partido buscaba mayor autonomía para Guanacaste, algunos sectores lo acusaban de ser separatista.